# Пантикапей

Пантикапей и другие греческие колонии на северном побережье Чёрного моря

Пантикапей (др.-греч. Παντικάπαιον, лат. Panticapaeum) — древнегреческий город, основанный в конце VII века до н. э. выходцами из Милета на месте современной Керчи; в пору расцвета занимал около 100 га. Акрополь располагался на горе, называемой сегодня Митридат. Главным божеством-покровителем Пантикапея с основания поселения являлся Аполлон, ему был посвящён главный храм акрополя. Сооружение древнейшего и грандиознейшего по меркам Северного Причерноморья здания храма Аполлона Иетра было завершено к концу VI в. до н. э. Кроме того, позднее рядом с дворцом Спартокидов находился храм в честь Афродиты и Диониса.
Город со временем был опоясан мощной системой каменных укреплений, превосходящей афинскую.
В окрестностях города находился некрополь, отличавшийся от некрополей других эллинских городов. Помимо обычных в то время для эллинов грунтовых погребений некрополь Пантикапея состоял из цепи курганов, протянувшихся вдоль дорог от города в степь. С южной стороны город окаймляет наиболее значительная гряда курганов, именуемая сегодня Юз-Оба — «сто холмов». Под их насыпями погребены представители варварской знати — скифские вожди, осуществлявшие военно-политический протекторат над городом. Курганы Куль-Оба, Мелек-Чесменский, Золотой и Царский составляют одну из главных достопримечательностей окрестностей Керчи. 

## Этимология
Этимология топонима Пантикапей остаётся предметом дискуссий. Обычно признаётся его родство с названием реки Пантикапа (др.-греч. Παντικάπης), согласно Геродоту протекающей в Скифии.
По наиболее распространённой версии, предложенной В. И. Абаевым, название города происходит от древнеиранского *panti-kapa- «рыбный путь». По его мнению, этим словом первоначально обозначался Керченский пролив, который был путём массового хода рыбы.
Согласно гипотезе О. Н. Трубачёва об индоарийском субстрате в Северном Причерноморье, топоним может происходить от таврского *panti-kapa- «холм у пролива (пути?)», при этом значение «холм» у слова *kapa в индоарийских языках отсутствует, поэтому лишь реконструируется Трубачёвым из др.-инд. kapāla «череп». В. П. Яйленко корректирует индоарийскую версию, предлагая этимологию *pañkti-kapa «пятигорье».
Ранее В. П. Яйленко и А. К. Шапошников предлагали фракийскую этимологию топонима, привлекая балтийские параллели: первая часть слова сравнивалась ими с прусск. pintis, pentes «дорога, тропа», вторая — с лит. kãpas, kãpai «холм, могила».
Ю. В. Откупщиков обратил внимание на то, что в иранской и индоарийской топонимии нет названий на -καπας, тогда как во фракийской есть на -απας, поэтому топоним следует членить по-другому: как фракийское Παντικο-απα «морская вода».

## Возникновение
По преданию, место для Пантикапея грекам выделил скифский царь Агаэт. Легенды связывают основание города также с циклом мифов об аргонавтах, считая его ойкистом (организатором колонии) сына легендарного колхидского царя Эета (Ээта), у которого эллины похитили золотое руно. В действительности же основателями Пантикапея были милетцы.

## Военная конфедерация на Боспоре. Пантикапей
Территория, на которой расположена современная Керчь, была уже заселена в XVII—XV веках до н. э., о чём свидетельствуют археологические раскопки, проводимые в районе посёлка Маяк. Однако история Керчи как города началась в конце VII века до н. э., когда на берегах Боспора Киммерийского (Керченского пролива) древнегреческие колонисты основали ряд независимых городов-государств (полисов) составивших в 40-х гг. VI в. до н. э. военную конфедерацию. Целью межполисного союза было противостояние коренному населению — скифам. Пантикапей являлся наиболее крупным, мощным и, вероятно, первым полисом. На это указывает тот факт, что уже с конца 40-х гг. VI в. до н. э. Пантикапей чеканил свою серебряную монету, а с последней трети 70-х гг. IV в. до н. э. — и золотую (см.: Золотой статер из Пантикапея).
К середине 80-х гг. IV в. до н. э. города по обе стороны пролива теряют независимость и входят в Боспорское государство Спартокидов со столицей Пантикапеем.
Благодаря своему географическому положению город долгое время находился на пересечении торговых путей между Европой, Средней Азией, Китаем и Средиземноморьем. Основными продуктами экспорта Пантикапея являлись зерно и солёная рыба. Широкое распространение получило виноделие.

## Столица Боспорского царства

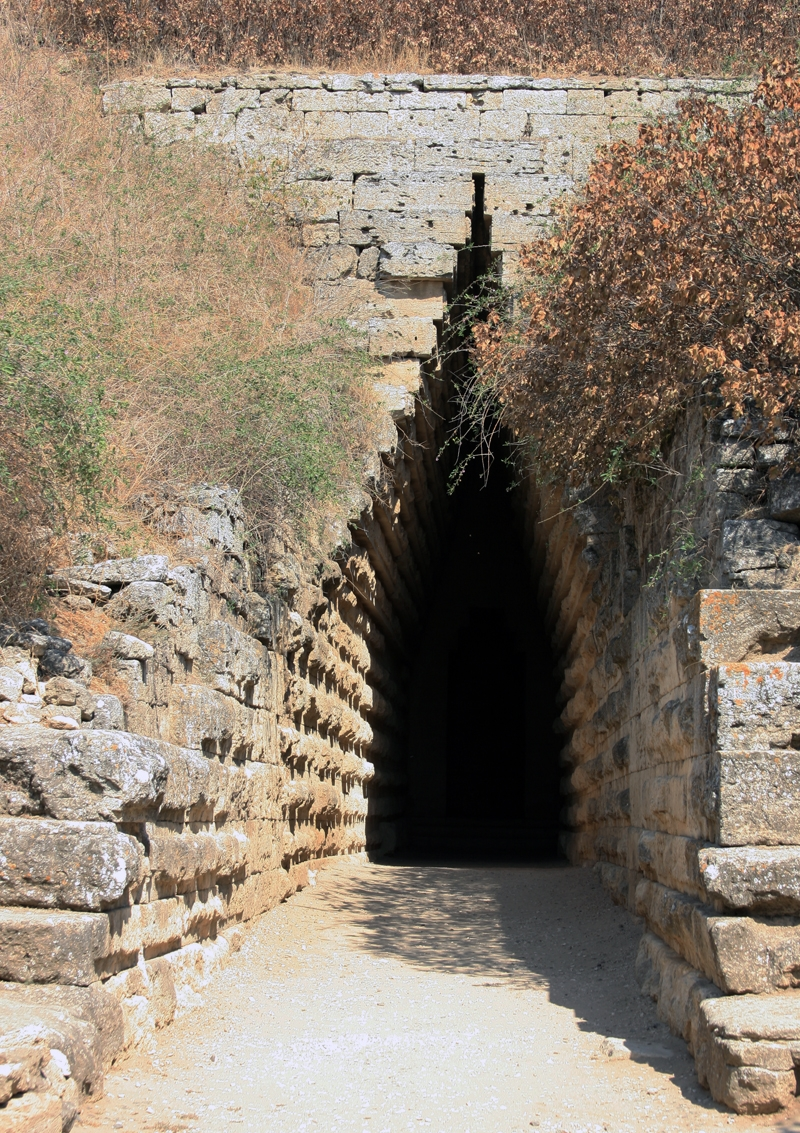
Вход в Царский курган

Представитель знатного милетского рода Археанакт, стал архонтом (выборным магистратом) для демократического союза большинства греческих городов на Боспоре с 479 г. до н. э. со столицей в Пантикапее. В течение последовавших 42 лет в Боспорской конфедерации председательствовали Археанактиды, которых Диодор, модернизируя прошлое, по ошибке назвал «царствующими» (для Диодора все боспорские правители были царями). При Спартокидах, сменивших Археанактидов в 438 до н. э. и правящих на Боспоре до 109 до н. э., уже все без исключения города бывшей конфедерации подчинялись Пантикапею — политическому, торговому, ремесленному и культурному центру. В результате активной внешней политики Спартокидов — тираническая власть которых переросла в царскую — Боспорское царство в середине IV в. до н. э. включило в себя восточную Таврику и Таманский полуостров.
Расцвет Боспорского царства относится к периоду правления Левкона I с 389 по 349 гг. до н. э., его сыновей и заканчивается на внуке Евмеле (309—304 гг. до н. э.), в планы которого входило сделать Понт Эвксинский (Чёрное море) внутренним морем своего царства.
Последний из Спартокидов — Перисад V — не смог противостоять притязаниям варваров (сарматов?) на гегемонию над Боспором и принуждён был отречься от престола в пользу Понтийского царя Митридата Евпатора.
Однако в 107 г. до н. э. во время переговоров с Диофантом о передаче власти понтийскому царю в Пантикапее вспыхнуло восстание Савмака, и последний из рода Спартокидов был убит. Вождь повстанцев скиф Савмак стал правителем Боспора. Строй, установившийся в период правления Савмака, продолжавшегося около года, неизвестен. После длительной подготовки Митридат VI направил из Синопы большую карательную экспедицию Диофанта. В Крыму в неё были включены херсонесские отряды. Войска Диофанта взяли Феодосию, прошли Керченский полуостров и захватили Пантикапей. Савмак был пленён, а Боспорское царство перешло под власть Митридата VI.
Подавив восстание, Митридат стал управлять Боспорским царством, которое вошло в Понтийское. В течение трех Митридатовых войн Пантикапей и все Боспорское царство работает на воюющего с Римской республикой понтийского царя.
В 65 г. до н. э. потерпевший поражение Митридат укрывается в Пантикапее и, узнав в 63 г до н. э. о предательстве сына Фарнака II, закалывается по своей просьбе начальником своего отряда телохранителей, когда его в пантикапейской цитадели окружают восставшие против него и подстрекаемые его сыном войска.

## Римская колония

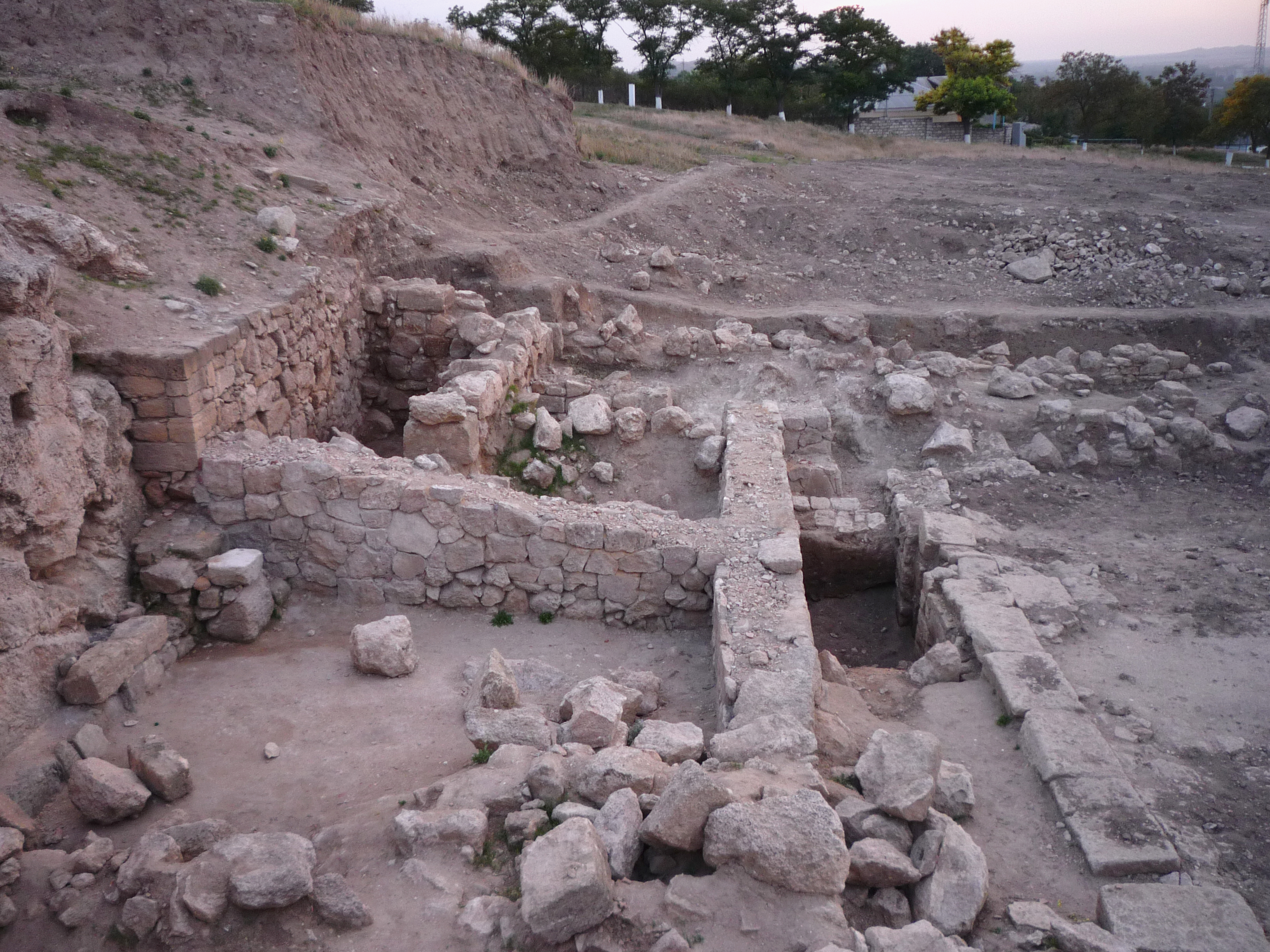
Раскопки в городище Пантикапея на горе Митридат.

Помпей признал боспорским царём Фарнака, доказавшего верность Риму тем, что поднял против своего отца мятеж.
После убийства Евпатора I (Скрибония) в 14 году до н. э. Боспорское царство на триста лет стало вассальным царством Римской империи. В 14 году н. э Тиберий закрепил титул царя за Аспургом, который, опираясь на большой потенциал кочевого войска, провёл серию победоносных войн со скифами, укрепив Боспор, расширил границы своего царства. Получил звание φιλοκαισαρ — «друга цезаря» и римское гражданство с правом передачи его по наследству. Именовался великим царём, царствующим над всем Боспором, Феодосией, синдами, меотами, торетами, псессами, тарпетами и танаитами. С I века н. э. местные цари приняли новое династическое имя и стали именоваться Тибериями Юлиями.
После смерти Аспурга Калигула утвердил на престоле в Пантикапее Митридата VIII, который однако стал реализовывать курс на независимость. На первом этапе Боспорской войны (45—49 годы) он был свергнут римлянами и бежал на азиатскую часть Боспора. В Риме в 68 году, после неудачной попытки заговора против императора Гальбы, он был казнён.

## Конец Боспорского царства
В III веке н. э. Пантикапей, как и всё Боспорское царство, подвергся нападению остготов.
Окончательно Пантикапей как столица государства прекратил своё существование в 370-е годы н. э. во время гуннского нашествия. Обширные участки столицы были превращены в руины. Однако город продолжал жить, и, вскоре возродившись, превратился в крупный торгово-ремесленный центр Северного Причерноморья.